# Dakotallomys
Dakotallomys és un gènere de rosegador extint de la família dels aplodòntids, que actualment només conté una espècie vivent, el castor de muntanya. Visqué a Nord-amèrica durant l'estatge Rupelià de l'època de l'Oligocè.